# Prostitución en Suiza

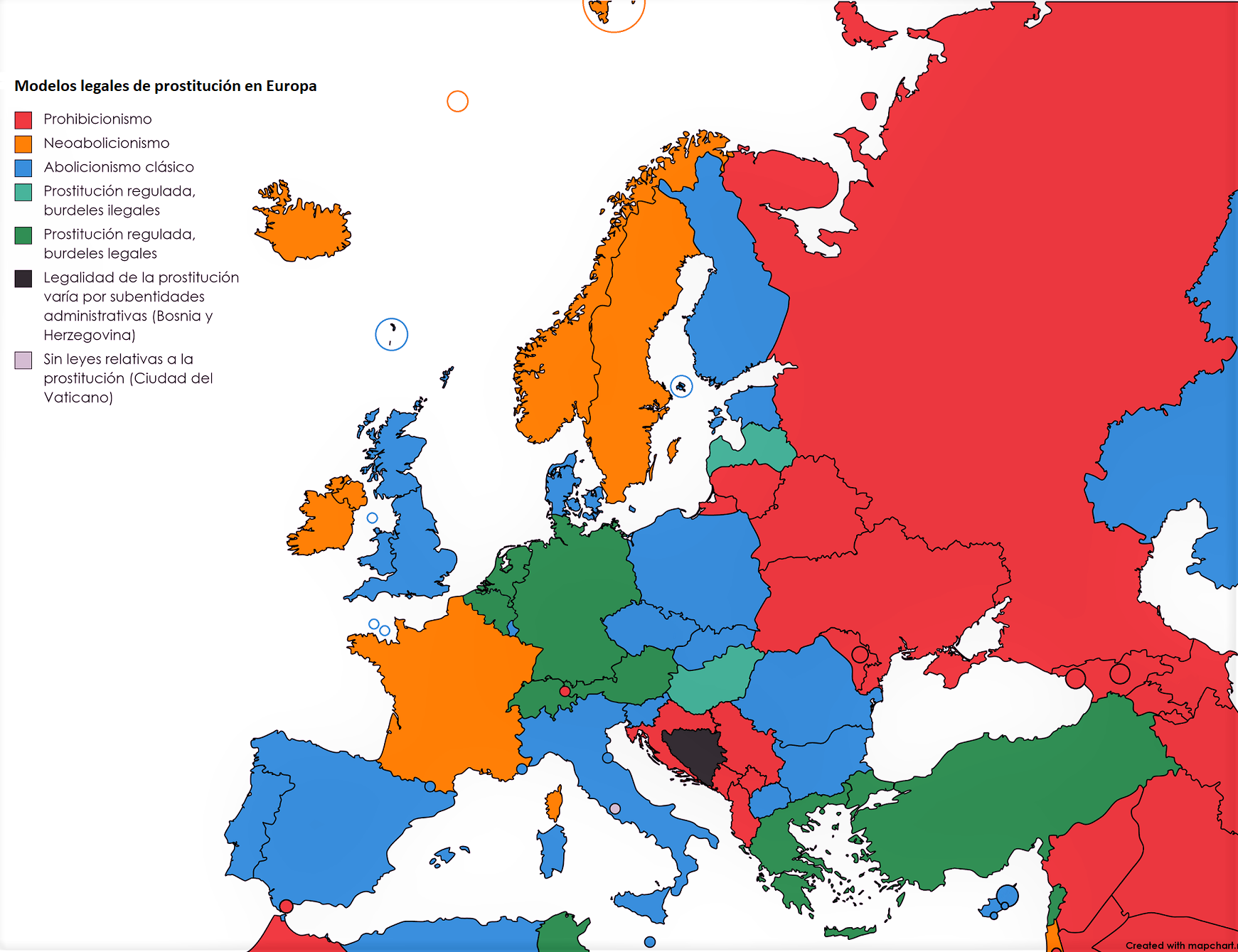
Prostitución en Europa. En verde, el modelo regulador, en el que la prostitución y los burdeles son legales, al que pertenece Suiza.

La prostitución en Suiza está regulada y es legal desde 1942. Por su parte, la trata de personas, la prostitución forzada y la mayoría de las formas de proxenetismo son ilegales. Existen burdeles con licencia, normalmente con una recepción y acceso a varios estudios. Se calcula que en Zúrich hay 5 000 profesionales del sexo.
El programa ONUSIDA calculó que hay cerca de 20 000 prostitutas en el país. La mayoría son extranjeras procedentes de América, Europa Central o Extremo Oriente. En los últimos años ha aumentado su número. Muchas trabajadoras operan mediante anuncios en los periódicos, teléfonos móviles y apartamentos secundarios alquilados; algunas aceptan tarjetas de crédito.

## Historia
En Suiza, la prostitución es legal desde 1942. Medio siglo después, en 1992, se revisó el derecho penal sexual, desde entonces el proxenetismo y la prostitución pasiva ya no son punibles.
El Acuerdo sobre la Libre Circulación de Personas entre Suiza y la Unión Europea de 21 de junio de 1999, ampliado a Rumanía y Bulgaria en 2009, provocó un aumento del número de prostitutas en el país.
En 2013, se erigieron cajas del sexo en el distrito de Altstetten de Zúrich y se cerró una calle en la que estaba permitida la prostitución callejera.
En enero de 2014, se anunció públicamente que los internos de La Pâquerette, un departamento de terapia social para presos, podían visitar a las prostitutas del centro de detención de Champ-Dollon, cerca de Ginebra, acompañados por terapeutas sociales.

## Situación jurídica
Además de la legislación federal, los cantones pueden adoptar disposiciones adicionales en forma de leyes o reglamentos.
La prostitución callejera es ilegal, excepto en zonas especialmente designadas de las grandes ciudades.
El artículo 182 del Código Penal suizo está concebido para combatir la trata de seres humanos, el artículo 195 limita el poder que los proxenetas pueden tener sobre las prostitutas, las prostitutas suizas son trabajadoras autónomas: los requisitos laborales regulares, como cuándo y dónde trabajar, harían que el empleador pudiera infringir el artículo 195.
Es legal anunciar "masajes" en los periódicos sensacionalistas suizos.
Las trabajadoras del sexo suizas están sujetas a impuestos y cotizaciones a la seguridad social.
Las trabajadoras del sexo extranjeras de la Unión Europea pueden obtener permiso para trabajar 90 días como prostitutas si se presentan a las autoridades municipales, se someten a una entrevista policial y acreditan un plan de seguro médico.
El trabajo sexual de servicio completo sólo es legal si el vendedor es mayor de 18 años, y es un acto criminal pagar por sexo con cualquier persona menor de 18. Esta edad de consentimiento sexual se elevó de 16 en 2013 para adaptar el país a un tratado del Consejo de Europa firmado en 2010. La pena máxima para quienes paguen por mantener relaciones sexuales con prostitutas de 16 o 17 años es de tres años de prisión. La pena máxima por proxenetismo con menores de 18 años es de diez años de prisión.

### Pandemia de coronavirus

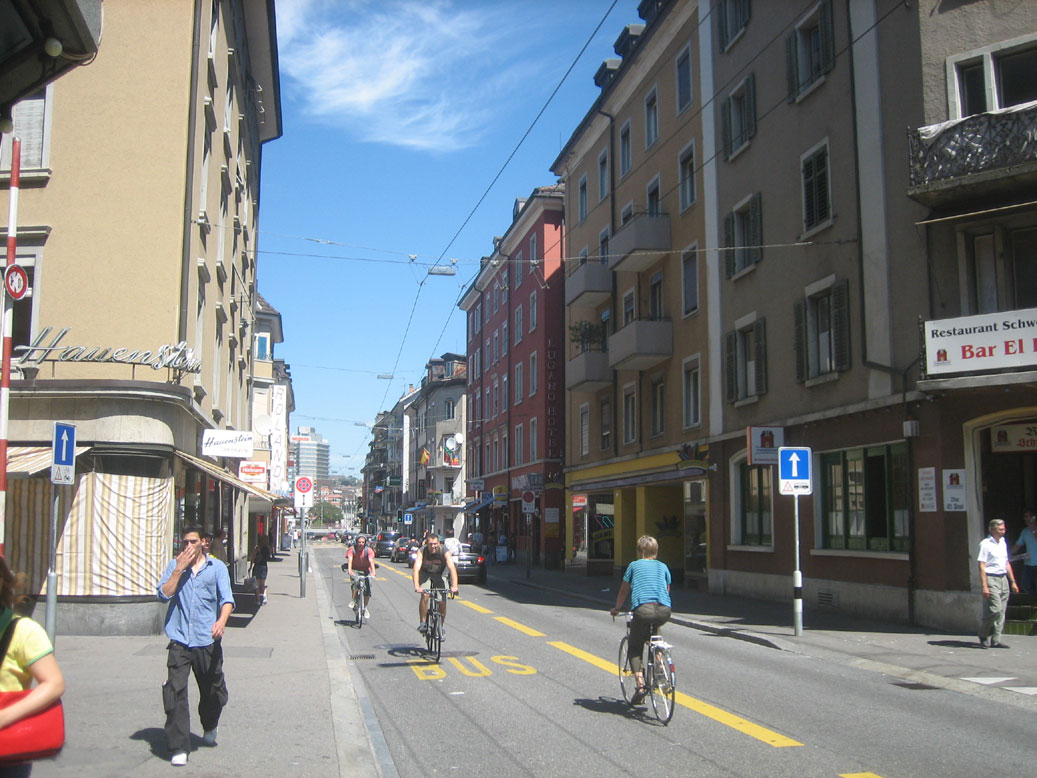
Vista de Langstraße, calle de Zúrich y zona conocida por ser el barrio rojo de la ciudad helvética.

En el marco de las medidas de lucha contra la pandemia de coronavirus en Suiza, el Consejo Federal prohibió temporalmente la prostitución en virtud del artículo 6 del capítulo 3 de la Ordenanza sobre medidas de lucha contra el Covid-19. El 24 de marzo, una mujer tailandesa fue detenida en Rheineck por no cerrar su establecimiento y posteriormente fue multada con 1 500 francos suizos.

## Cabinas sexuales
Las autoridades locales de Zúrich instalaron unas construcciones parecidas a cocheras llamadas Verrichtungsboxen o cajas del sexo para proteger a las trabajadoras del sexo de la calle. En 2012, los votantes aprobaron la creación de estos espacios en Zúrich para controlar el trabajo sexual suburbano. Las autoridades locales los calificaron de "éxito" al cabo de un año. La medida ha sido criticada por varias organizaciones por considerarla restrictiva.

## Barrios rojos
En la mayoría de grandes ciudades del país existen barrios rojos: Zúrich (Langstraße); Berna (Lorena); Ginebra (Les Pâquis, donde hay cuatro centros y en los que hay lugares de sexo de ventana); Lausana (Sevelin); Basilea (Kleinbasel) y Lugano (Loreto).

## Tráfico sexual
Suiza es principalmente un país de destino y, en menor medida, de tránsito de mujeres, niños y transexuales víctimas de la trata con fines sexuales. Las víctimas extranjeras de la trata proceden principalmente de Europa Central y Oriental, sobre todo de Rumanía, Hungría y Bulgaria, así como de núcleos de Nigeria y Tailandia. Las víctimas también proceden de China, Brasil, Camerún y la República Dominicana. Las mujeres víctimas entre los solicitantes de asilo procedían de Nigeria, Eritrea y Etiopía, y a menudo eran obligadas a prostituirse. Las víctimas masculinas entre los solicitantes de asilo procedían principalmente de Eritrea y Afganistán y eran explotadas en la prostitución.
La Oficina de Vigilancia y Lucha contra la Trata de Personas del Departamento de Estado de los Estados Unidos mantenía para 2023 a Suiza como país de "nivel 2".